# Roberto Alonso Díaz
Roberto Alonso Díaz, conocido como Barbas (Cienfuegos, Cuba, 1913 - Lugo, 1948) fue un guerrillero antifranquista español que operó en Galicia.

## Biografía
Hijo de padres gallegos de Villalba, nació en la emigración cubana en Cienfuegos. Emigró a Galicia y participó en la guerra civil en el bando republicano donde alcanzó el grado de sargento.
Se tiró para el monte tras la caída del frente Norte en 1937 y organizó su propio grupo republicano guerrillero con base en la Sierra de Meira, operando entre Mondoñedo y Villalba. Tenía como lugarteniente al Perfecto Requeijo Rouco "O Tarrelo". Ambos acompañaron a Luís Trigo Chao "O Guardarríos" en algunas acciones.
Fue detenido en Lugo, en enero de 1948, lo sometieron a torturas para revelar dónde se escondía su grupo y luego lo ejecutaron. Su confesión permitió la detención en Villalba de Perfecto Requeijo Rouco y de tres oficiales de enlace.